# Femme kabyle d'Algérie et Janissaire du sultan Mahmoud II
La Femme kabyle d'Algérie et le Janissaire du sultan Mahmoud II sont des bustes en bronze, formant une paire, réalisés en 1884 par Émile-Coriolan Guillemin. 
Ils sont représentatifs du mouvement orientaliste de la deuxième moitié du XIX.

## Description
Femme kabyle d'Algérie et Janissaire du sultan Mahmoud II sont des bustes en bronze à patine argentée, dorée et polychrome avec des cabochons en pierre dure de couleur, sur des socles en marbre du Levant, formant une paire. La figure féminine est signée « Guillemin/1884 », et la figure masculine signée « Éle Guillemin ».
Émile-Coriolan Guillemin est spécialisé dans les œuvres inspirées du Moyen-Orient et de l'Extrême-Orient. Ses représentations de fauconniers indiens (en collaboration avec Alfred Barye), de femmes turques, kurdes, algériennes ou japonaises ont établi sa réputation de sculpteur orientaliste du milieu des années 1870. Il expose pour la dernière fois au Salon de 1899 et nombre de ses œuvres sont achetées par l'État.
Le janissaire était membre d'un corps militaire d'élite, composé à l'origine de prisonniers de guerre, qui protégeaient l'Empire ottoman et occupaient une place sociale élevée jusqu'à leur abolition par le sultan Mahmoud II (mort en 1839). En raison de leur popularité et de leurs pouvoirs politiques, ils formaient un sujet intéressant pour le portrait. Le buste féminin, Femme kabyle d'Algérie, a été exposé pour la première fois au Salon de 1884 avec un grand succès. La paire actuelle est un exemple de sculpture polychrome finement détaillée pour lesquelles Guillemin  était le plus connu.

## Vente en 2008
En 2008, cette paire de bustes s'est vendue pour 1 202 500 $ hors frais d'adjudication par la maison de vente aux enchères Sotheby's de New York.

## Expositions
- Salon de 1884.

## Contexte artistique
L'orientalisme est un mouvement reflétant la fascination de l'Occident pour l'exotisme des contrées orientales, devenu populaire au cours de la seconde moitié du XIX. Les portraits romantiques des pays africains dans la littérature et les opéras contemporains, tels que L'Africaine et Aida, ont encouragé cet exotisme. Aux États-Unis, le Bazar turc de 1876 à l'exposition du siècle de Philadelphie a encore accru la fascination pour les thèmes turcs ou mauresques, phénomène qui a perduré jusque dans les années 1880. Les thèmes orientalistes ont permis aux artistes de s'affranchir de la monochromie du néo-classicisme. En utilisant une gamme de bronze doré et argenté, de marbre, d'onyx et de pierres de couleur, ils enrichissent leur travail tout en conservant un vif intérêt ethnographique pour leurs modèles.